# Kanál (telekomunikace)

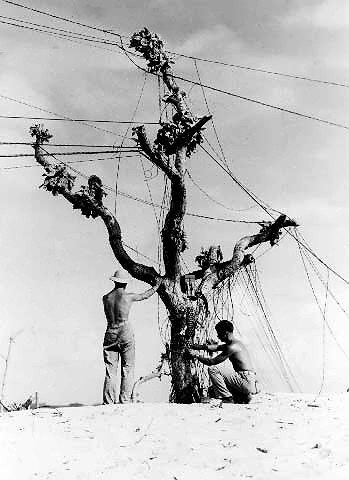
Staré telefonní kabely jsou podnětný komunikační kanál pro moderní digitální komunikace.

V oblasti telekomunikací a počítačových sítí termín komunikační kanál nebo kanál značí buď fyzické přenosové médium jako drát, nebo logické spojení přes multiplexní medium jako radiový kanál. Kanál se používá na přenos informačního signálu, například digitálního bitového proudu, od jednoho nebo víc odesílatelů (nebo vysílačů) do jednoho nebo víc přijímačů. Kanál má určitou kapacitu na přenos informace, často měřenou jeho šířkou pásma v Hz nebo jeho přenosovou rychlostí v bitech za sekundu.
V teorii informace kanál označuje teoretický kanálový model s určitou chybovou charakteristikou. V tomto obecnějším pohledu paměťové zařízení je též druh kanálu, do kterého možno data poslat (zapsat) a z něj data přijmout (číst).

## Příklady
Komunikační kanál může mít mnoho forem, například:
1. Spojení mezi iniciačním a koncovým uzlem telekomunikačního okruhu.
2. Jednotlivá přenosová cesta poskytnuta přenosovým médiem buď přes
  - fyzickou separaci jako například pomocí vícepárového kabelu nebo přes
  - elektrickou separaci jako pomocí frekvenčního nebo časového multiplexu.
3. Cesta na přenos elektrických nebo elektromagnetických signálů, obvykle odlišena od jiných paralelních cest:
  - Paměťové zařízení, které může vyslat zprávu v čase i prostoru
  - Část paměťového media, například stopa nebo pásmo, které je dostupné dané čtecí nebo zapisovací stanici nebo hlavě.
  - Zásobník (buffer), do kterého zprávy mohou být vloženy nebo vybrány.